# Heilig-Geist-Kirche (Judendorf-Straßengel)

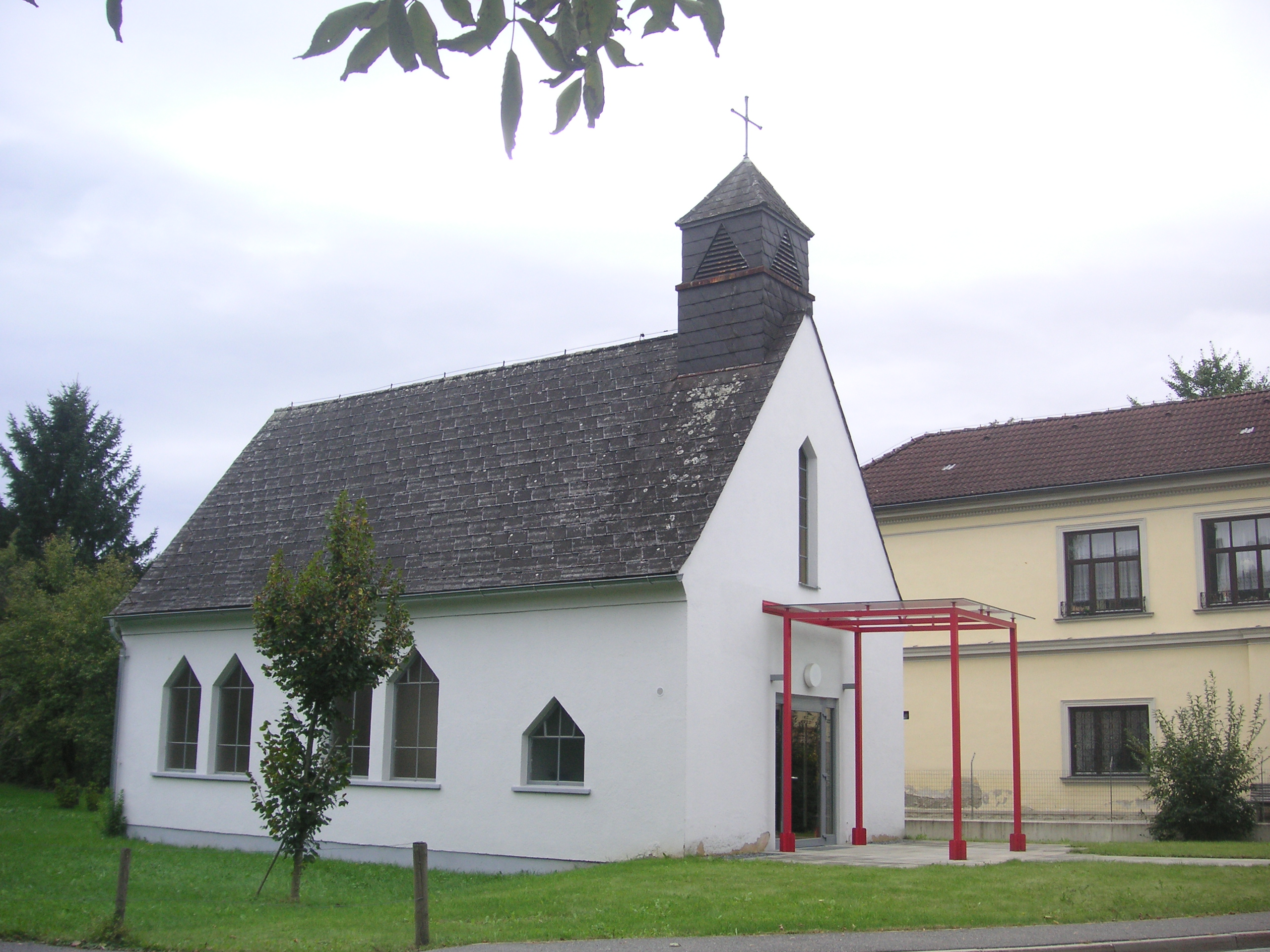
Die Heilig-Geist-Kirche in Judendorf-Straßengel.

Die Heilig-Geist-Kirche ist die evangelische Gemeindekirche von Judendorf-Straßengel im Bezirk Graz-Umgebung in der Steiermark. Sie gehört als Predigtstation der Friedenskirche von Peggau der Evangelischen Superintendentur A. B. Steiermark.

## Geschichte und Architektur
Nachdem die Kirchengemeinde Peggau 1922 zur selbständigen Pfarrei erhoben war, fanden in Judendorf-Straßengel regelmäßige evangelische Gottesdienste in dem Privathaus des Kurators der Pfarrgemeinde statt. Erst im Jahre 1957 erhielt Judendorf-Straßengel mit der Heiliggeistkirche nach Plänen des Stadtbaumeisters W. Puntigam seinen eigenen bescheidenen Kirchenbau. Das Bauwerk – ein hausartiger Saalbau mit Satteldach und Giebeldachreiter – erhielt seinen sakralen Charakter durch die an Spitzbögen erinnernden Dreiecksabschlüsse der Fenstergruppen. Die künstlerische Ausstattung der Kirche übernahm der Grazer Maler Franz Köck. 2007 erfuhr die Kirche nach Plänen des Grazer Architekten Werner Hollomey eine umfangreiche modernistische Neugestaltung unter Verlust der originalen Ausstattung.